# ما الذي يمكن أن يقوم به المسرح الجيد

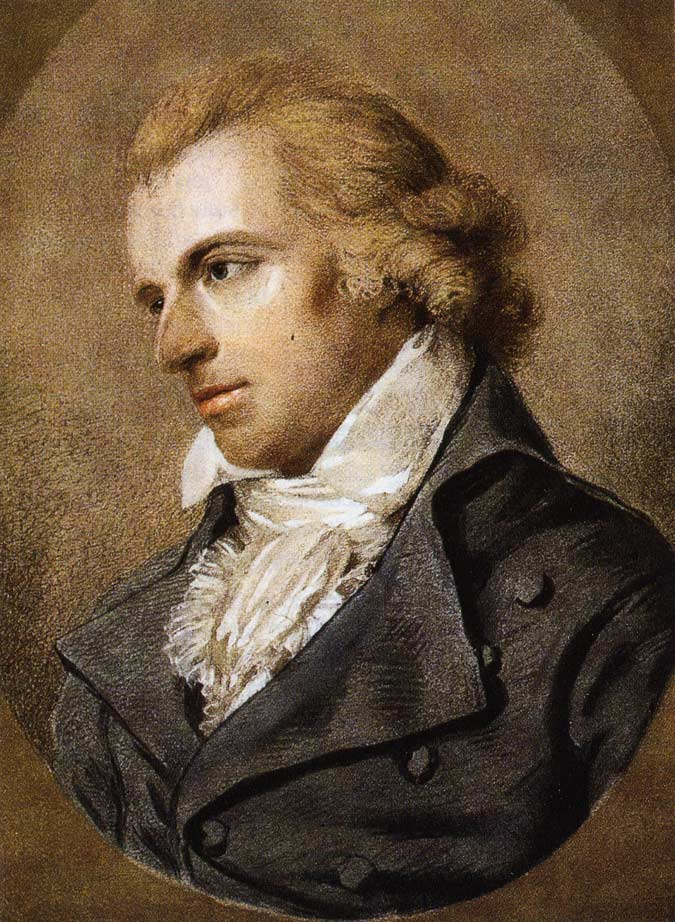
فريدرش شيلر

ما الذي يمكن أن يقوم به المسرح الجيد (بالألمانية: was kann eine gute stehende Schaubuehne eigentlich wirken) مقال للكاتب المسرحي الألماني فريدرش شيلر (1759-1805) نُشر في العام 1785، نشر شيلر المقال مسبقاً تحت عنوان خشبة المسرح كمؤسسة أخلاقية (بالألمانية: Die Schaubühne als eine moralische Anstalt betrachtet). يدرس شيلر في هذا المقال تأثير المسرح على تربية الإنسان.

## وصلات خارجية
- ما الذي يمكن أن يقوم به المسرح الجيد، على ويكي مصدر الألمانية.
- ما الذي يمكن أن يقوم به المسرح الجيد، على كتب جوجل.
- ما الذي يمكن أن يقوم به المسرح الجيد، على موقع أمازون.